# Kenneth Taylor (football, 2002)
Pour les articles homonymes, voir Kenneth Taylor et Taylor.
Kenneth Taylor, né le 16 mai 2002 à Alkmaar aux Pays-Bas, est un footballeur international néerlandais, qui évolue au poste de milieu central avec l'Ajax Amsterdam.

## Biographie

### Ajax Amsterdam
Né à Alkmaar aux Pays-Bas, Kenneth Taylor commence le football au SV De Foresters avant de rejoindre l'Ajax Amsterdam à l'âge de 8 ans. Il signe son premier contrat professionnel avec l'Ajax à seulement 16 ans, le 25 mai 2018, le liant au club jusqu'en 2021. Il est considéré comme l'un des meilleurs jeunes de sa génération. Comparé notamment à Toni Kroos par sons style de jeu, il est utilisé généralement à un poste de milieu défensif.
Le 3 septembre 2020, Kenneth Taylor prolonge son contrat avec l'Ajax jusqu'en juin 2024. Le 12 décembre 2020, il est lancé par Erik ten Hag en équipe première, lors d'une rencontre d'Eredivisie face au PEC Zwolle. Il entre en jeu ce jour-là à la place de Perr Schuurs et son équipe s'impose sur le score de quatre buts à zéro.
Il est sacré Champion des Pays-Bas lors de la saison 2021-2022,.

### En équipe nationale

#### Avec les jeunes
Kenneth Taylor est sélectionné avec l'équipe des Pays-Bas des moins de 17 ans pour participer au championnat d'Europe des moins de 17 ans en 2019. Lors de cette compétition, il officie comme capitaine et joue cinq matchs. Les Néerlandais remportent le tournoi en battant l'Italie en finale.
Kenneth Taylor joue son premier match avec l'équipe des Pays-Bas espoirs le 8 octobre 2021 contre la Suisse. Il entre en jeu à la place de Melayro Bogarde et les deux équipes se séparent sur un match nul de deux partout.
Taylor est retenu avec les espoirs pour participer au championnat d'Europe espoirs en 2023. C'est lors de cette compétition qu'il marque son premier but avec les espoirs, contre la Géorgie (1-1 score final). Les Jong Oranje sont toutefois éliminés dès la phase de groupe avec un bilan de trois matchs nuls en trois matchs.
Il marque son deuxième but avec les espoirs contre la Macédoine du Nord le 12 septembre 2023, contribuant ainsi à la victoire des siens (0-2 score final).

#### Avec les A
Le 16 septembre 2022, Kenneth Taylor est convoqué pour la première fois avec l'équipe nationale des Pays-Bas par le sélectionneur Louis van Gaal. Il honore sa première sélection lors de ce rassemblement, le 22 septembre 2022 contre la Pologne. Il entre en jeu à la place de Steven Berghuis et son équipe s'impose par deux buts à zéro.
Le 11 novembre 2022, il est sélectionné par Louis van Gaal pour participer à la Coupe du monde 2022.

## Statistiques
Ce tableau résume les statistiques en carrière de Kenneth Taylor.

| Saison                | Club                  | Championnat           | Championnat | Championnat | Championnat | Coupe(s) nationale(s) | Coupe(s) nationale(s) | Coupe(s) nationale(s) | Supercoupe | Supercoupe | Supercoupe | Compétition(s) continentale(s) | Compétition(s) continentale(s) | Compétition(s) continentale(s) | Compétition(s) continentale(s) | Total | Total | Total |
| Saison                | Club                  | Division              | M.          | B.          | P.d.        | M.                    | B.                    | P.d.                  | M.         | B.         | P.d.       | Comp.                          | M.                             | B.                             | P.d.                           | M.    | B.    | P.d.  |
| 2020-2021             | Ajax Amsterdam        | Eredivisie            | 3           | 0           | 0           | -                     | -                     | -                     | -          | -          | -          | C1+C3                          | -                              | -                              | -                              | 3     | 0     | 0     |
| 2021-2022             | Ajax Amsterdam        | Eredivisie            | 13          | 1           | 3           | 3                     | 1                     | 0                     | -          | -          | -          | C1                             | 3                              | 0                              | 0                              | 19    | 2     | 3     |
| 2022-2023             | Ajax Amsterdam        | Eredivisie            | 32          | 8           | 3           | 3                     | 1                     | 0                     | 1          | 0          | 0          | C1+C3                          | 6+2                            | 0+0                            | 1+0                            | 44    | 9     | 4     |
| 2023-2024             | Ajax Amsterdam        | Eredivisie            | 34          | 5           | 5           | 1                     | 0                     | 0                     | -          | -          | -          | C3+C4                          | 8+4                            | 2+1                            | 1+0                            | 47    | 8     | 6     |
| 2024-2025             | Ajax Amsterdam        | Eredivisie            | 33          | 9           | 6           | 2                     | 0                     | 0                     | -          | -          | -          | C3                             | 17                             | 6                              | 3                              | 52    | 15    | 9     |
| 2025-2026             | Ajax Amsterdam        | Eredivisie            | 2           | 0           | 0           | 0                     | 0                     | 0                     | -          | -          | -          | C1                             | 0                              | 0                              | 0                              | 2     | 0     | 0     |
| Total sur la carrière | Total sur la carrière | Total sur la carrière | 117         | 23          | 17          | 9                     | 2                     | 0                     | 1          | 0          | 0          | -                              | 40                             | 9                              | 5                              | 167   | 34    | 22    |

## En sélection nationale
| Saison                | Sélection             | Phases finales        | Phases finales | Phases finales | Phases finales | Éliminatoires | Éliminatoires | Éliminatoires | Ligue des Nations | Ligue des Nations | Ligue des Nations | Matchs amicaux | Matchs amicaux | Matchs amicaux | Total | Total | Total |
| Saison                | Sélection             | Compétition           | M              | B              | Pd             | M             | B             | Pd            | M                 | B                 | Pd                | M              | B              | Pd             | M     | B     | Pd    |
| --------------------- | --------------------- | --------------------- | -------------- | -------------- | -------------- | ------------- | ------------- | ------------- | ----------------- | ----------------- | ----------------- | -------------- | -------------- | -------------- | ----- | ----- | ----- |
| 2022-2023             | Pays-Bas              | Coupe du monde 2022   | 1              | 0              | 0              | 1             | 0             | 0             | 2                 | 0                 | 0                 | -              | -              | -              | 4     | 0     | 0     |
| 2024-2025             | Pays-Bas              | -                     | -              | -              | -              | -             | -             | -             | 1                 | 0                 | 0                 | -              | -              | -              | 1     | 0     | 0     |
| Total sur la carrière | Total sur la carrière | Total sur la carrière | 1              | 0              | 0              | 1             | 0             | 0             | 3                 | 0                 | 0                 | -              | -              | -              | 5     | 0     | 0     |

## Palmarès

### En club
Ajax Amsterdam
- Champion des Pays-Bas
  - 2021 et 2022.

### En sélection
Pays-Bas -17 ans
- Vainqueur du championnat d'Europe des moins de 17 ans
  - 2019.